# Will Yun Lee
Lee Will-Yun, właściwie Lee Sang-Wook (ur. 22 marca 1971 w Arlington w stanie Wirginia) – aktor filmowy i telewizyjny pochodzenia koreańskiego.

## Życiorys
Jest synem emigrantów z Korei. W okresie dojrzewania wraz ze swoim ojcem (instruktorem Taekwondo), przeprowadził się do San Francisco. Ukończył studia na wydziale socjologii i ekonomii University of California w Berkeley, gdzie otrzymał stypendium sportowe w taekwondo. Podjął pracę przy Wschodniej Zatoce Centrum Azjatyckiej Młodzieży. Po gościnnym udziale w serialu Nash Bridges (1996), przeniósł się do Los Angeles, gdzie rozpoczął karierę na srebrnym ekranie. Wystąpił w serialu TNT Witchblade: Piętno mocy (Witchblade, 2001–2002) jako Danny Woo oraz w dwóch teledyskach: „Boy (I Need You)” (2002) Mariah Carey i „Roll Call” (2004) Lil Jona.  
Na kinowym ekranie zabłysnął jako specjalista od czarnych charakterów. W 2002 trafił na listę 50 najpiękniejszych ludzi świata magazynu „People”. Zagrał pułkownika Tan-Gun Moona, przeciwnika agenta 007 w serii o przygodach Jamesa Bonda Śmierć nadejdzie jutro (Die Another Day, 2002). W fantastycznym filmie przygodowym Elektra (2005) wcielił się w rolę szefa organizacji Hand i wroga tytułowej bohaterki filmu – Elektry. Pozytywną postać pomocnego przyjaciela motocyklisty uciekającego przed zemstą zagrał w dreszczowcu Torque. Jazda na krawędzi (Torque, 2004).
Jest fanem muzyki hip-hop, rap i R&B.

## Filmografia

### Filmy telewizyjne
- Portret zabójcy (Profiler, 1998, serial)
- V.I.P. (1999, serial)
- The Disciples (2000)
- Tajne akcje CIA (The Agency, 2001)
- Witchblade: Piętno mocy (Witchblade, 2000−2002, serial)
- Prawo i porządek (Law & Order, 2004, serial)
- Złodziej (Thief, 2006, serial)
- Bionic Woman: Agentka przyszłości (Bionic Woman, 2007, serial)
- Hawaii Five-0 (Hawaii Five-0, 2010-, serial)

### Filmy kinowe
- Gung Fu: The New Dragon (2000)
- Rodzina to grunt (What's Cooking?, 2000)
- Na przekór (Face, 2002)
- Four Reons (2002)
- Śmierć nadejdzie jutro (Die Another Day, 2002)
- Torque: Jazda na krawędzi (Torque, 2004)
- Elektra (2005)
- Król wojowników (2009)
- Pamięć absolutna (Total Recall, 2012)
- Wolverine (2013)
- San Andreas (2015)

### Seriale
- Altered Carbon (2018–2020)
- The Good Doctor (2018–obecnie)